# 熊本市上下水道局
熊本市上下水道局（くまもとしじょうげすいどうきょく）は、熊本県熊本市内における水道の供給、排水、同市南区 城南町藤山及び鰐瀬の各一部に工業用水道の供給を行う地方公営企業である。

## 概要
平成27年(2015年)度の業務状況は以下の通り。
- 水道
  - 給水人口　―　698,967 人
  - 年間配水量 ―　80,435,315m3

- 下水道
  - 下水道処理区域内人口 ―　650,323人
  - 普及率　―　99.4％

## 施設
主要施設は以下の通り

### 取水
多くの大都市が貯水のためのダムを持つ一方、熊本市は市内各地に４９の水源地（休止を含む）を持つ。うち下記には公称取水能力5,000(m3/日)以上の水源地を記載する。なお八景水谷水源は近代水道百選に熊本県内で唯一選定されている。
- 麻生田　－　31,500m3
- 一本木　－　10,200m3
- 八景水谷　－　18,100m3
- 亀井　－　7,300m3
- 健軍　－　　66,600m3（市内最大）

- 庄口　－　44,300m3
- 秋田　－　29,700m3
- 沼山津－　47,100m3
- 託麻　－　6,700m3
- 川尻　－　9,300m3

### 配水
自然流下、ポンプ圧送それぞれで配水池容量5,000m3以上の配水場を記載する。
- 自然流下
  - 岩倉山　－　15,000m3
  - 徳王　－　10,500m3
  - 和泉－　5,960m3
  - 立田山　－　22,500m3
  - 高遊原　－　33,000m3(自然流下最大)
  - 万日山　－　5,000m3
- ポンプ圧送
  - 健軍　－　24,000m3
  - 秋田　－　40,000m3（市内最大）

### 下水
5つの浄化センターと40箇所のポンプ場（中継ポンプ場38箇所、雨水ポンプ場2箇所）を持つ
- 浄化センター
  - 中部、東部、南部、西部、城南町
- ポンプ場

- 新花畑
- 島崎
- 神水
- 健軍
- 端地
- 大渡
- 花園第2
- 井川道
- 坪井
- 新島崎
- 戸井の外
- 渡鹿第2
- 沼山津
- 流通団地
- 小山田雨水
- 西里
- 本山
- 和泉
- 渡瀬
- 長嶺
- 下津留
- 平田
- 小島
- 芭蕉鶴
- 世安
- 春日雨水
- 出水
- 江津
- 南熊本
- 南高江
- 飛田
- 富合
- 花畑第2
- 湖東
- 渡鹿
- 西無田
- 菅原
- 花園
- 坪井第2
- 植木

## 広報施設

### 熊本市水の科学館

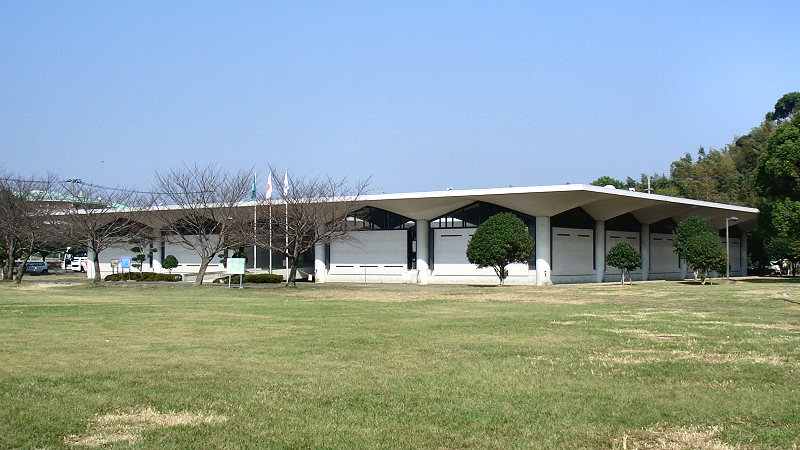
水の科学館

北区八景水谷公園内にある広報施設。

## 熊本地震による影響
平成28年4月14日、16日に最大震度７を記録した熊本地震では市内各地で上下水道施設が破損した。
- 水道においては同月26日における日配水量は286,755m3と、平常時209,400m3を７万m3以上上回った。すなわち少なくとも同程度が漏水していたと考えられる。また地震発生後同年5月11日時点での漏水発見総数は3,689件となった。
- 下水道においては地震発生後同年5月11日時点での道路陥没326か所、マンホール隆起70か所、浄化センター５施設で被害90か所、ポンプ場で13か所、マンホールポンプ5か所を数えた[3]。

## 財務
平成27年度時点で以下のとおり。
- 水道
  - 収益的収入　14,195百万円
  - 収益的支出　10,596百万円
  - 当年度純利益　3,599百万円
  - 企業債残高　33,896百万円

- 下水道
  - 収益的収入　21,450百万円
  - 収益的支出　18,907百万円
  - 企業債残高　144,075百万円

- 工業用水道
  - 収益的収入　5,211千円
  - 収益的支出　4,790千円
  - 当年度純利益　422千円